# Don't Worry Baby
Don't Worry Baby — пісня Браяна Вілсона та Роджера Крістіана, що була записана гуртом The Beach Boys. Пісня була випущена 1964 року в альбомі Shut Down Volume 2, а також як сингл.
Ця пісня потрапила до списку 500 найкращих пісень усіх часів за версією журналу Rolling Stone.